# مافولو-فولبه
مافولو-فولبه شهری در شهرستان سابسه در استان بام در بورکینافاسوی شمالی است و جمعیت آن ۱۳۰ نفر است.